# Самона
Самона — евнух арабского происхождения, один из наиболее влиятельных византийских деятелей второй половины царствования императора Льва VI (886—912).

## Биография
Самона родился в Мелитене ок. 875 года в, вероятно, знатной семье — известно, что его отец был послом в Византии в 908 году. После того, как Самону захватили византийцы и сделали евнухом, он попал на службу к Стилиану Заутце, могущественному придворному и тестю императора Льва VI. После смерти Стилиана и его дочери, императрицы Зои в 899 году, родственники покойных, желая сохранить свою власть, устроили заговор. Раскрыв заговор Льву, Самона поступил на императорскую службу кубикуларием и получил треть богатств лишённых титулов, богатств и отправленных в изгнание членов семьи Заутца.
Карьера Самоны стремительно развивалась, в 900 году он стал протоспафарием, и к 903 году стал доверенным лицом и «правой рукой» императора. По мнению современных исследователей, в его функции входили вопросы безопасности и разведки. Однако в 904 году Самона оказался вовлечён в странное происшествие: под предлогом посещения монастыря, он покинул Константинополь и отправился на восток, рассчитывая достичь родных земель. Когда он не смог пересечь реку Галис, он попытался найти убежище в храме. В конце концов Самона был захвачен Константином Дукой и предан суду сената. Хотя он и не был оправдан, Самона, видимо, сохранил расположение императора, отделавшись четырьмя месяцами домашнего ареста.

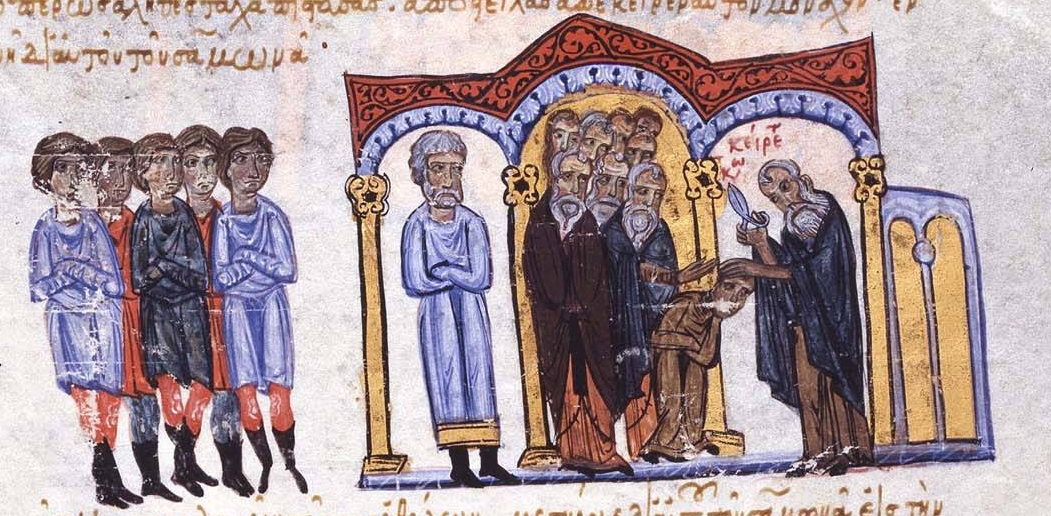
Константин Пафлагонец пострижен по приказу Самоны

После освобождения, восхождение Самоны по служебной лестнице продолжилось. Получив титул патрикия, высший доступный для евнуха, он занял должность протовестиария. В 906 ему была оказана высокая честь стать крёстным отцом сына Льва VI, будущего императора Константина Багрянородного. В 906—907 годах он играл важную, но не публичную роль в падении полководцев Андроника Дуки и Евстахия Аргира. В это же время, в ходе противостояния между императором и патриархом Николаем Мистиком по поводу браков Льва VI, Самона был сторонником последнего. В знак признательности, вероятно, после смещения Мистика, Самоне была пожалована высшая для евнухов в Византии должность паракимомена, вакантная с конца царствования Михаила III.
Падение Самоны было подготовлено его собственными руками, когда он в 907 году подарил императрице Зое Карбонопсине евнуха Константина Пафлагонца, к которому императорская чета начала вскоре испытывать расположение. Самона объявил, что императрица и Константин находятся в любовной связи, в результате чего разгневанный Лев изгнал Константина в монастырь. Однако опала нового фаворита продлилась не долго и он был восстановлен на службе во дворце. Потерпев неудачу, Самона решил пойти другим путём и вместе со своим секретарём изготовил оскорбительный для императора памфлет и, утверждая, что его написал Константин, дал прочитать Льву. Когда эти махинации были разоблачены летом 908 года, Самона был пострижен и отправлен в монастырь Мартинакиоса. Константин Пафлагонец наследовал ему в качестве паракимомена.